# جیلی یوانجینگ ایکس۳
جیلی یوانجینگ ایکس۳ یک خودروی کراس‌اوور در کلاس کامپکت کوچک است که توسط خودروساز چینی جیلی تولید شده‌است. یک نوع الکتریکی با طراحی مجدد رنگ و تزئینات خاص به عنوان جئومتری ئی‌ایکس۳ تحت نام تجاری جئومتری در سال ۲۰۲۱ تغییر نام داد.

## بررسی
جیلی یوانجینگ ایکس۳ در ژوئیه ۲۰۱۷ معرفی شد و در سه‌ماهه سوم ۲۰۱۷ معرفی شد. یوانجینگ ایکس۳ قبلاً در طول توسعه با نام یوانجینگ وی۳ شناخته می‌شد و قبل از عرضه به این نام تغییر نام داد تا در سری محصولات جیلی یوانجینگ که بعداً تأیید شد بین جیلی یوانجینگ ایکس۱ و جیلی یوانجینگ ایکس۶ قرار گیرد.
یوانجینگ ایکس۳ بر اساس جیلی انگلون اس‌سی۵-آروی که از سال ۲۰۱۱ تا ۲۰۱۴ ساخته شده‌است و از یک موتور ۱٫۵ استفاده می‌کرد که ۹۴ اسب بخار قدرت داشت تولید شده‌است. این موتور در یوانجینگ ایکس۳ ارتقا یافته و به ۱۰۲ اسب بخار رسیده‌است. این موتور به گیربکس ۵ سرعته دستی یا گیربکس ۴ سرعته اتوماتیک متصل می‌شود.

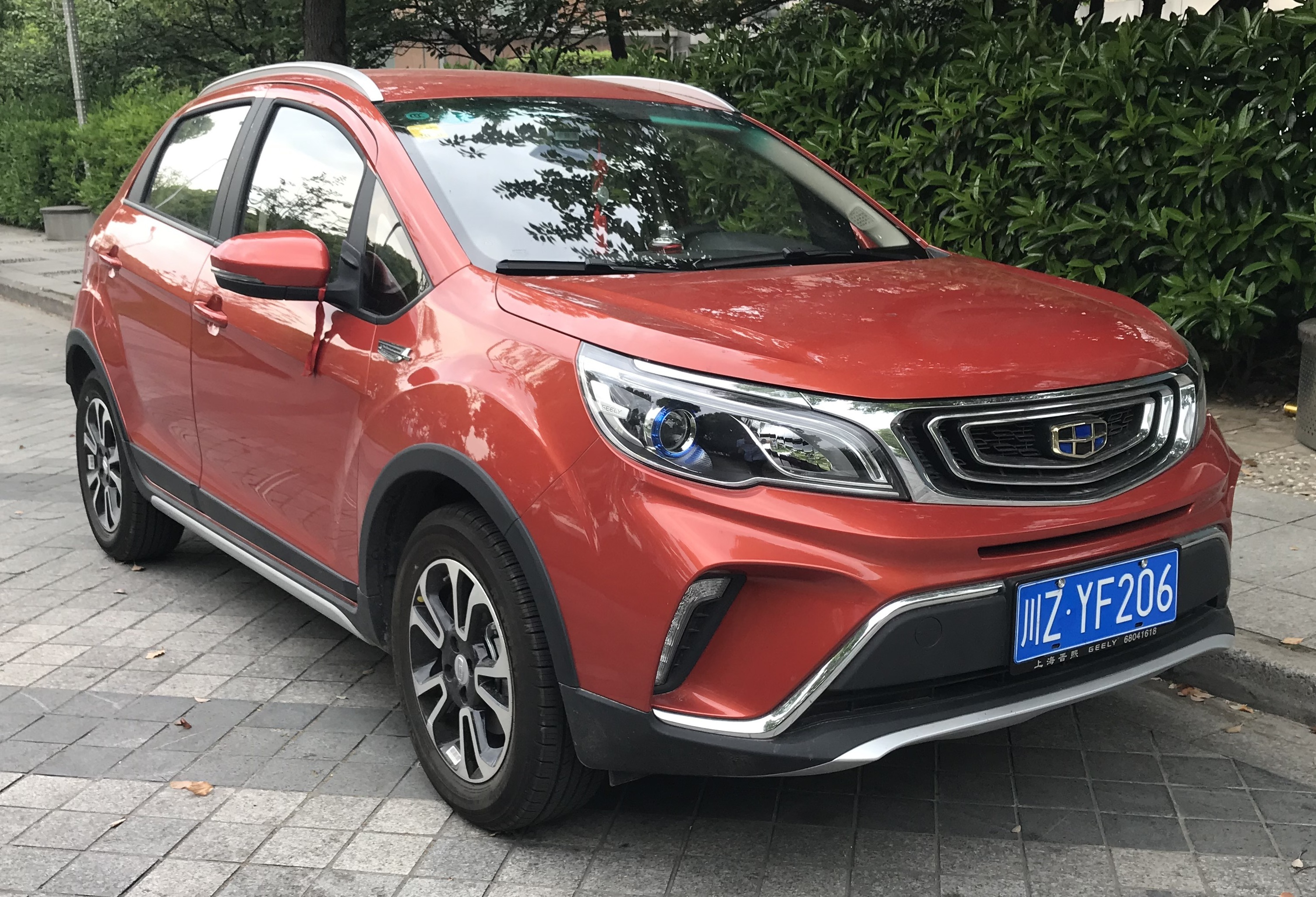
Geely Vision (Yuanjing) X3
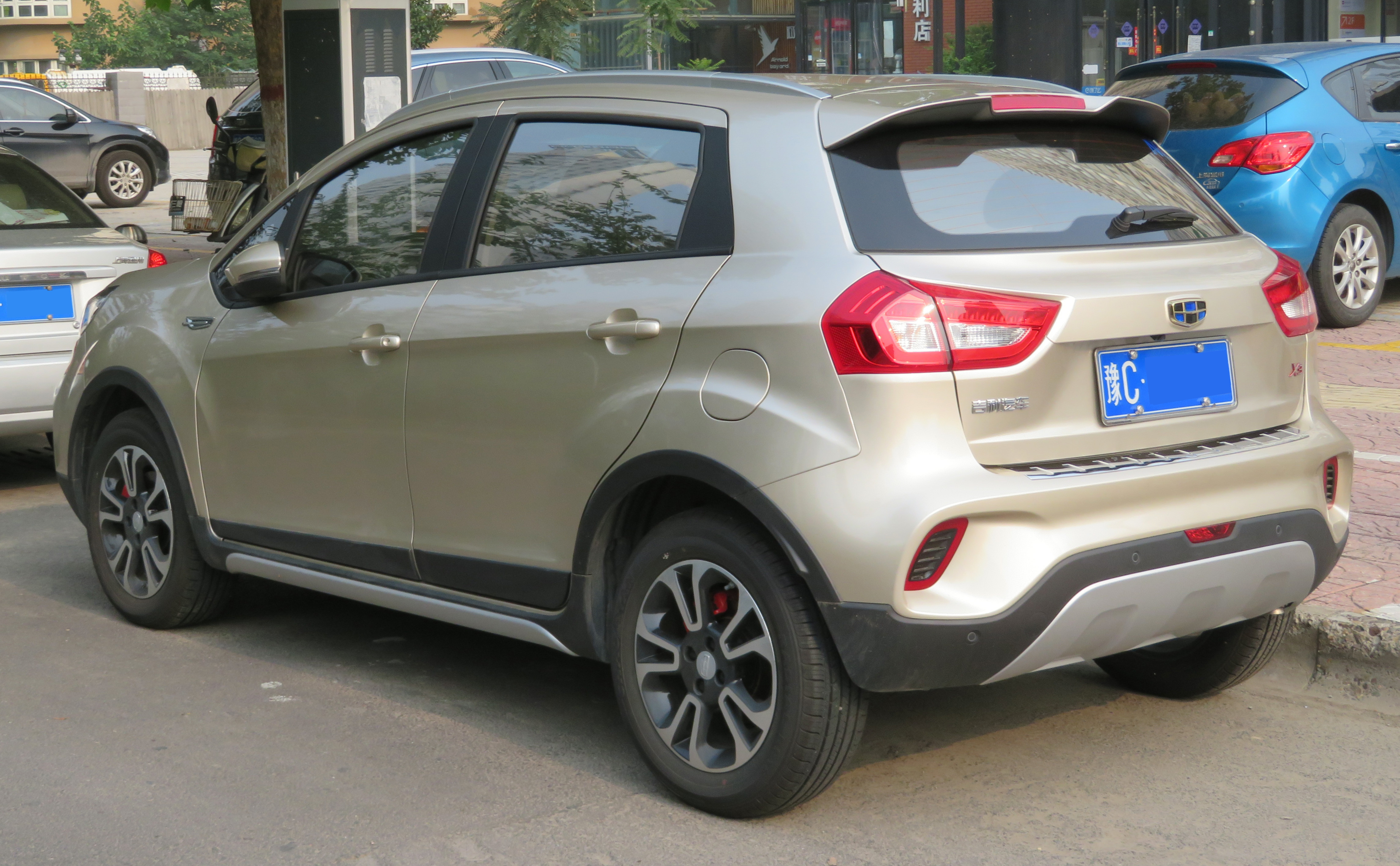
Rear

### جیلی یوانجینگ ایکس۳ پرو و میپل ایکس۳ پرو
فیس‌لیفتی در آوریل ۲۰۲۱ با نام یوانجینگ ایکس۳ پرو عرضه شد. به‌روزرسانی ایکس۳ پرو از یک موتور ۱٫۵ لیتری با قدرت ۱۰۹ اسب بخار و متصل به گیربکس CVT بهره می‌برد. یوانجینگ ایکس۳ پرو در ماه مه ۲۰۲۲ با نام میپل ایکس۳ پرو و به عنوان اولین خودروی کاملاً بنزینی با نام تجاری میپل معرفی شد. این خودرو فعلا در ایران خرید و فروش نمی‌شود.

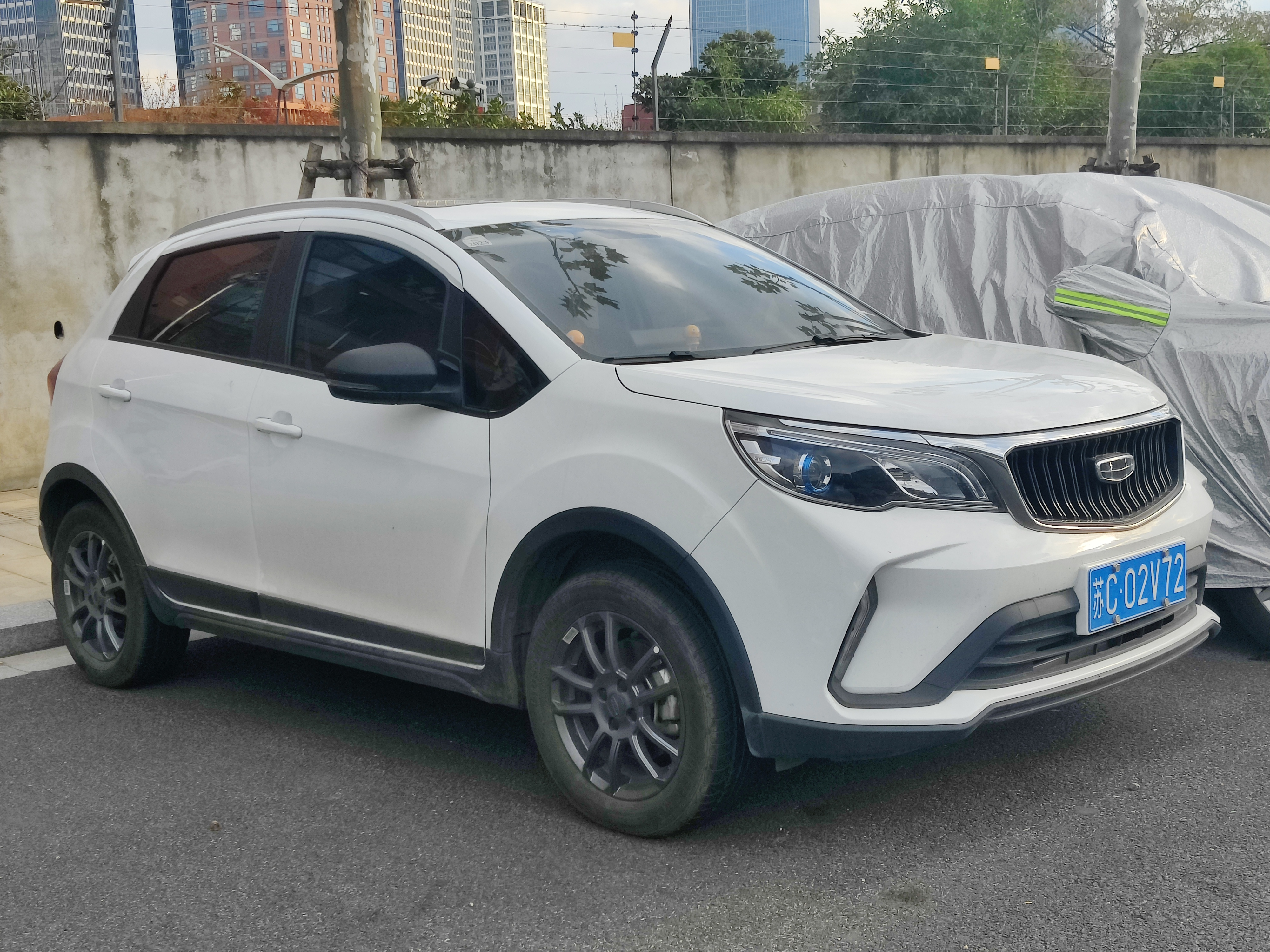
Geely Vision (Yuanjing) X3 Pro
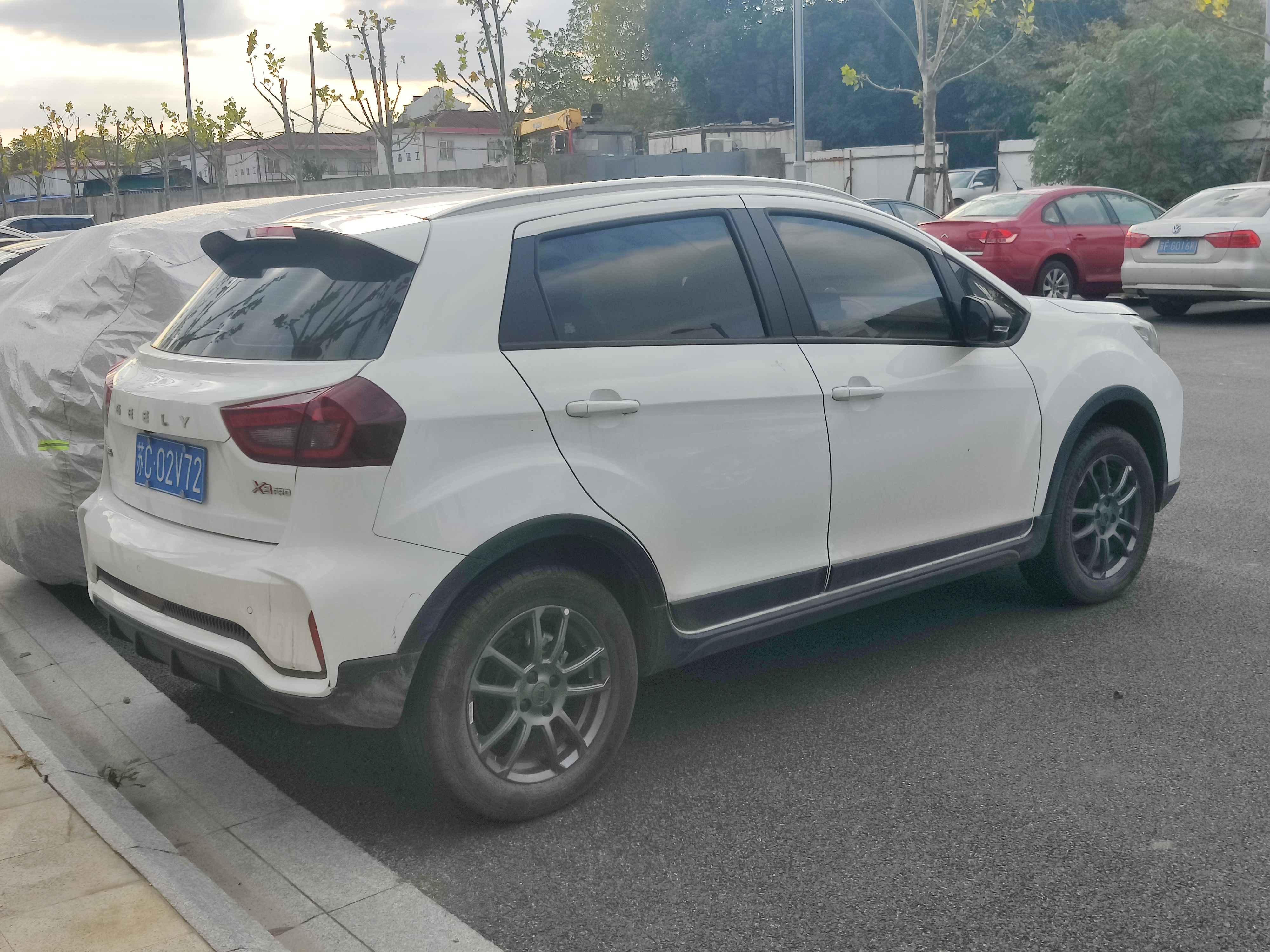
Rear

## میپل ۳۰ایکس ئی‌وی
میپل ۳۰ایکس ئی‌وی یک کراس‌اوور برقی در کلاس کامپکت کوچک است که بر اساس جیلی یوانجینگ ایکس۳ ساخته شده‌است و بدنه بیرونی آن تغییراتی داشته‌است. میپل ۳۰ایکس ماحصل همکاری بین جیلی و کاندی تکنولوژی است. این خودرو توسط شرکت وابسته گروه کاندی تکنولوژی، فنگ‌شنگ اتوموتیو در ژوئیه ۲۰۲۰ عرضه شد. فنگ‌شنگ همچنین یک نسخه میپل ۳۰ایکس را که برای بازار حمل و نقل شهری سفارشی شده بود، عرضه کرد.
موتور میپل ۳۰ایکس دارای حداکثر توان خروجی ۷۰ کیلووات (۹۴ اسب بخار) و حداکثر گشتاور ۱۸۰ نیوتن متر است و با یک بار شارژ توانایی پیمایش مسیر ۳۰۶ کیلومتر یا ۱۹۰ مایل را دارد. میپل ۳۰ایکس دارای گزینه‌های شارژ سریع و شارژ استاندارد است. شارژ سریع خودرو را قادر می‌سازد که در عرضه ۳۰ دقیقه تا ۸۰ درصد شارژ شود. ویژگی شارژ پلاگین خانگی همچنین برای تمام وسایل نقلیه الکتریکی آینده برند میپل در دسترس است.

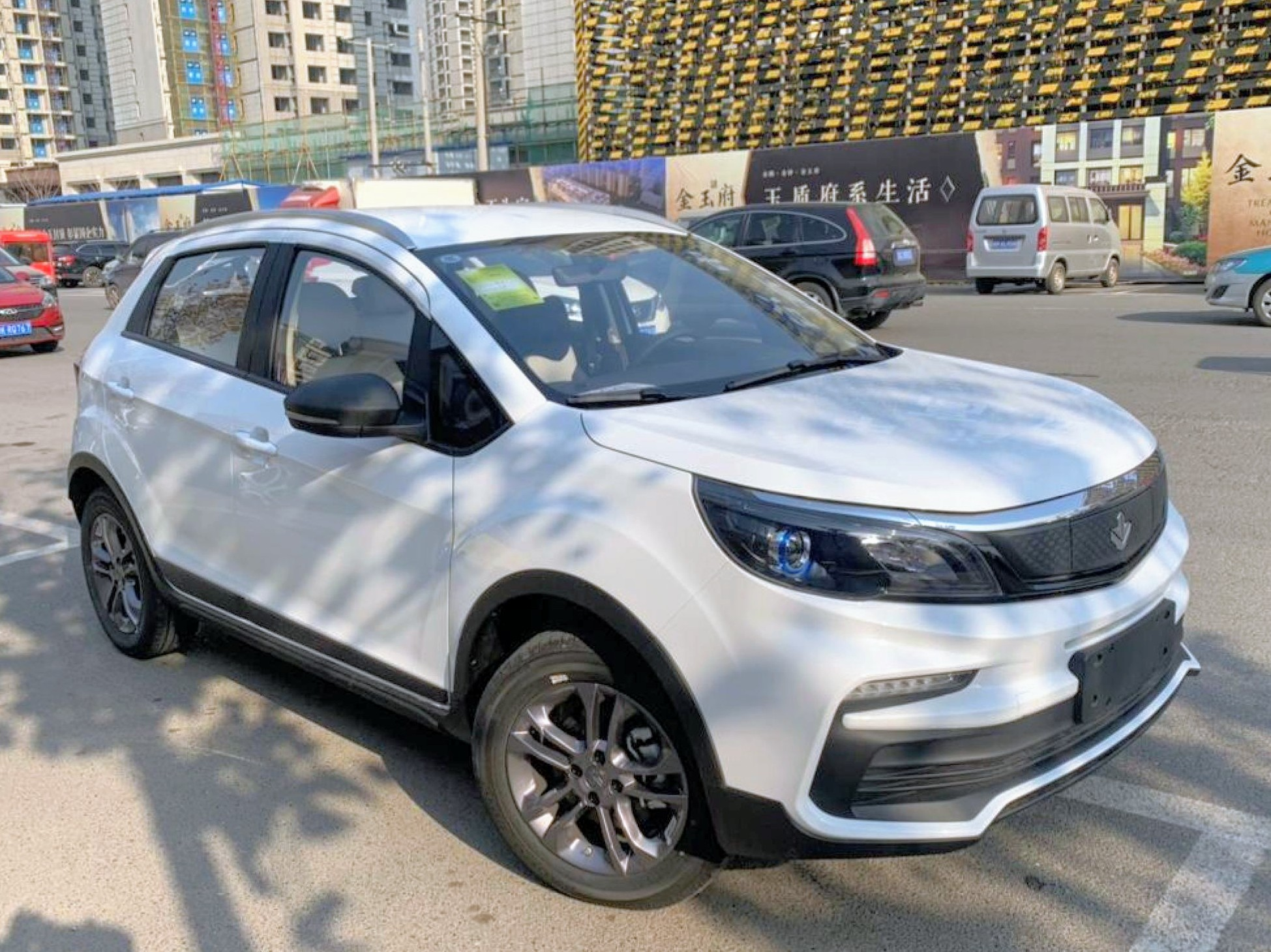
Maple 30X EV
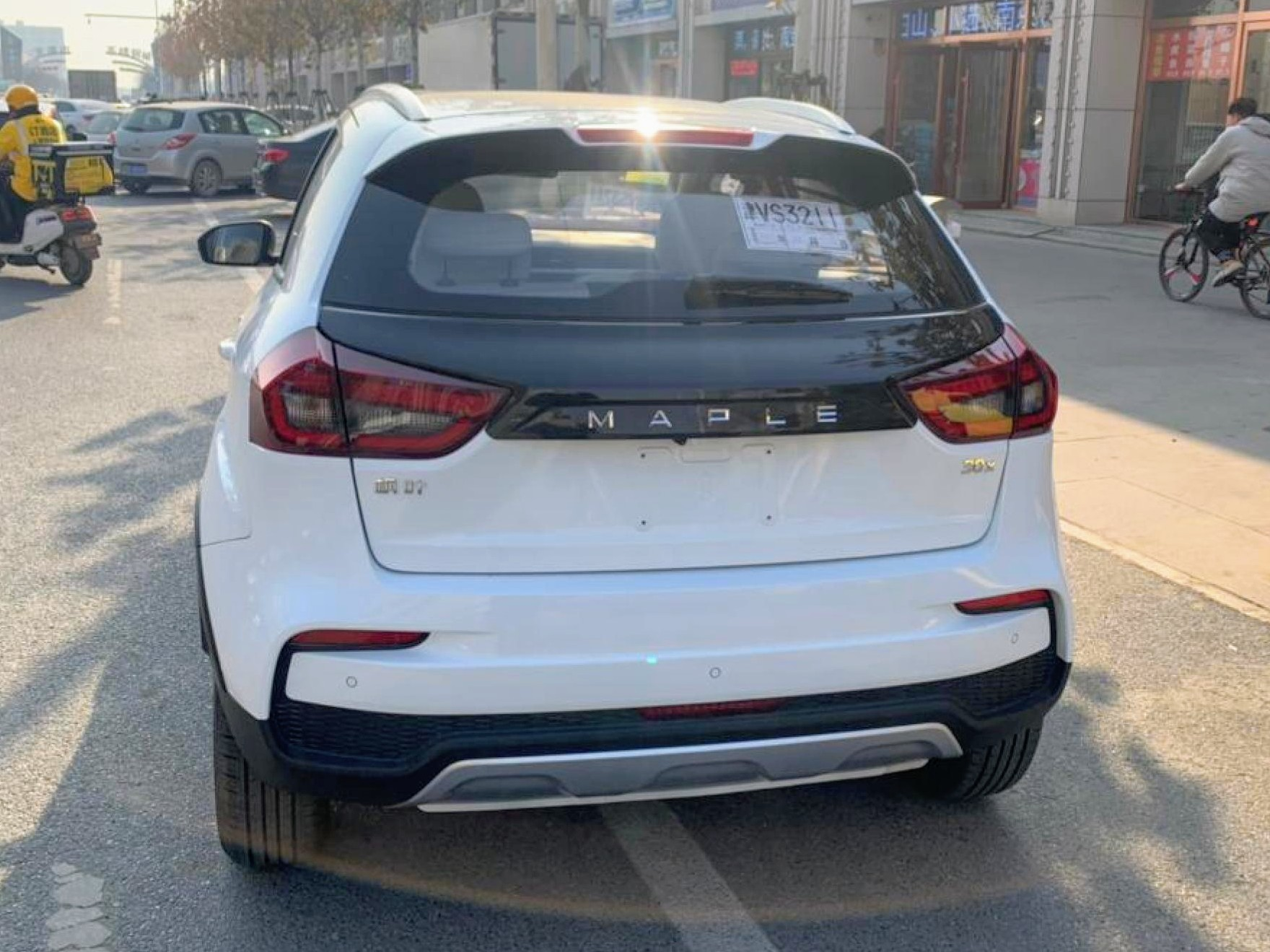
rear

## جئومتری ئی‌ایکس۳
جئومتری ئی‌ایکس۳ که در سال ۲۰۲۱ عرضه شد، یک کراس‌اوور برقی در کلاس کامپکت کوچک است که بر اساس جیلی یوانجینگ ایکس۳ ساخته شده‌است. این خودرو دارای یک باتری ۳۷٫۲۳ کیلووات ساعتی است که برد ادعایی ۳۲۲ کیلومتر (۲۰۰ مایل) را ارائه می‌دهد. ئی‌ایکس۳ تنها در سال ۲۰۲۱ فروخته شد و در سال ۲۰۲۲ با جئومتری ئی کاملاً بازطراحی شده جایگزین شد.